# Edith Cowan
Edith Cowan, född 1861, död 1932, var en australisk politiker. 
Hon var ledamot (Nationalist Party (Australia)) i Western Australian Legislative Assembly (Underhuset) i Parliament of Western Australia för West Perth 1921-1924. Hon var den första valda kvinnliga parlamentsledamoten i Australien (för ett delstatsparlament). 